# C’t
c’t (читается цт или цэтэ, сокращение от Computertechnik, то есть компьютерная технология, первоначально аббревиатура фразы компьютеры сегодня) — немецкий компьютерный журнал, выпускаемый издательством Heinz Heise. Первоначально был специальным разделом журнала elrad, ежемесячно издаваемым с декабря 1983 года, и как двухнедельник - с октября 1997 года. Также издаётся в Нидерландах, где выпускается ежемесячно.
Журнал находится на четвёртом месте по популярности среди немецкоязычных компьютерных журналов, его продажи составляют около 367 000 экземпляров (по данным на 2005 год), тираж 482 000 экземпляров. У журнала 239 000 подписчиков, проживающих преимущественно в Европе.
c’t охватывает как «железную», так и программную область компьютерного мира; среди ПО рассматриваются в основном программы для Microsoft Windows, но, впрочем, и про Linux и Apple Computer не забывают. Журнал заслужил репутацию профессионального издания, несмотря на критические замечания о его «постепенной деградации» в угоду обычному пользователю.
Родственный журнал iX специализируется в основном на профессиональных темах, таких как хостинг, профессиональное программирование и администрирование. В отличие от c’t ориентируется только на специалистов, чем и объясняется лозунг журнала: "Понимает не каждый - тем и лучше" ("Versteht nicht jeder - ist auch besser so").
Российское издание, начавшее выходить в мае 2008 года, было закрыто с 2009 года. Последний номер вышел в декабре 2008 года.